# نادي الشرق (السعودية)
نادي الشرق بالدلم نادي كرة قدم سعودي، يقع بمدينة الدلم ، جنوب مدينة الرياض. يلعب في دوري الدرجة الثانية السعودي.

## تشكيلة الفريق الحالية
ملاحظة: تشير الأعلام إلى المنتخب الوطني على النحو المحدد في قواعد الأهلية للفيفا. قد يحمل اللاعبون أكثر من جنسية واحدة غير تابعة للفيفا.
| الرقم | البلد    | المركز | اللاعب             |
| ----- | -------- | ------ | ------------------ |
| --    | السعودية | حارس   | مسلم الدوسري       |
| --    | السعودية | حارس   | رواف الملاح        |
| --    | السعودية | حارس   | عبد الله العبيد    |
| --    | السعودية | مدافع  | مشعل العجمي        |
| --    | السعودية | مدافع  | ريان العامر        |
| --    | السعودية | مدافع  | أحمد العنبر        |
| --    | السعودية | مدافع  | فارس البلوي        |
| --    | السعودية | مدافع  | منيف العنزي        |
| --    | السعودية | مدافع  | مبروك النجراني     |
| --    | تونس     | مدافع  | حسام شبلي          |
| --    | السعودية | وسط    | عبد العزيز العليوة |
| --    | السعودية | وسط    | ماجد العماري       |

| الرقم | البلد     | المركز | اللاعب              |
| ----- | --------- | ------ | ------------------- |
| --    | السعودية  | وسط    | معاذ العويدان       |
| --    | السعودية  | وسط    | مشعل الزهراني       |
| --    | السعودية  | وسط    | عبد العزيز ظافر     |
| --    | السعودية  | وسط    | تميم الدوسري        |
| --    | السعودية  | وسط    | عبد الشكور تيجاني   |
| --    | السعودية  | وسط    | معتز تمبكتي         |
| --    | الكاميرون | وسط    | دوفال وابيو         |
| --    | السعودية  | مهاجم  | ناصر العويدان       |
| --    | السعودية  | مهاجم  | فيصل الدوسري        |
| --    | السعودية  | مهاجم  | عبد الرحمن الزهراني |
| --    | الكاميرون | مهاجم  | رافائيل بوريس       |
| --    | البرازيل  | مهاجم  | بابلو فينسيوس       |

## رؤساء سابقين
- عبد الرحمن بن عبد العزيز العرفج (1396- 1398 هـ)
- محمد بن نايف راشد عويدان (1399- 1400 هـ)
- عبدان بن بن ناصر العبدان (1401- 1402 هـ)
- محمد بن علي الرفاعي
- خالد بن تويم الرشيد
- عيد بن سالم الروقي
- فهد بن وليد السبيعي
- هلال بن محمد العسكر
- ناصر بن إبراهيم الداود
- عبد الرحمن بن ناصر العتي
- أحمد بن عبد الرحمن القرين
- مفرح بن مناحي السبيعي
- عبد الله بن ناصر البديلي
- علي بن سليمان الدريهم
- عبد العزيز بن محمد الشدي
- داود بن محمد المقرن.
- عبد الله بن ناصر البديلي ( مكلف )
- داود بن محمد المقرن
- حسن بن علي العبلان
- داود بن محمد المقرن
- حمد بن عيسى العويدان(الرئيس الحالي)